# Бодајешти (Долж)
Бодајешти (рум. Bodăiești) насеље је у Румунији у округу Долж у општини Мелинешти. Oпштина се налази на надморској висини од 175 m.

## Становништво
Према подацима из 2002. године у насељу је живело 424 становника, од којих су сви румунске националности.